# George Washington dans l'art et la culture

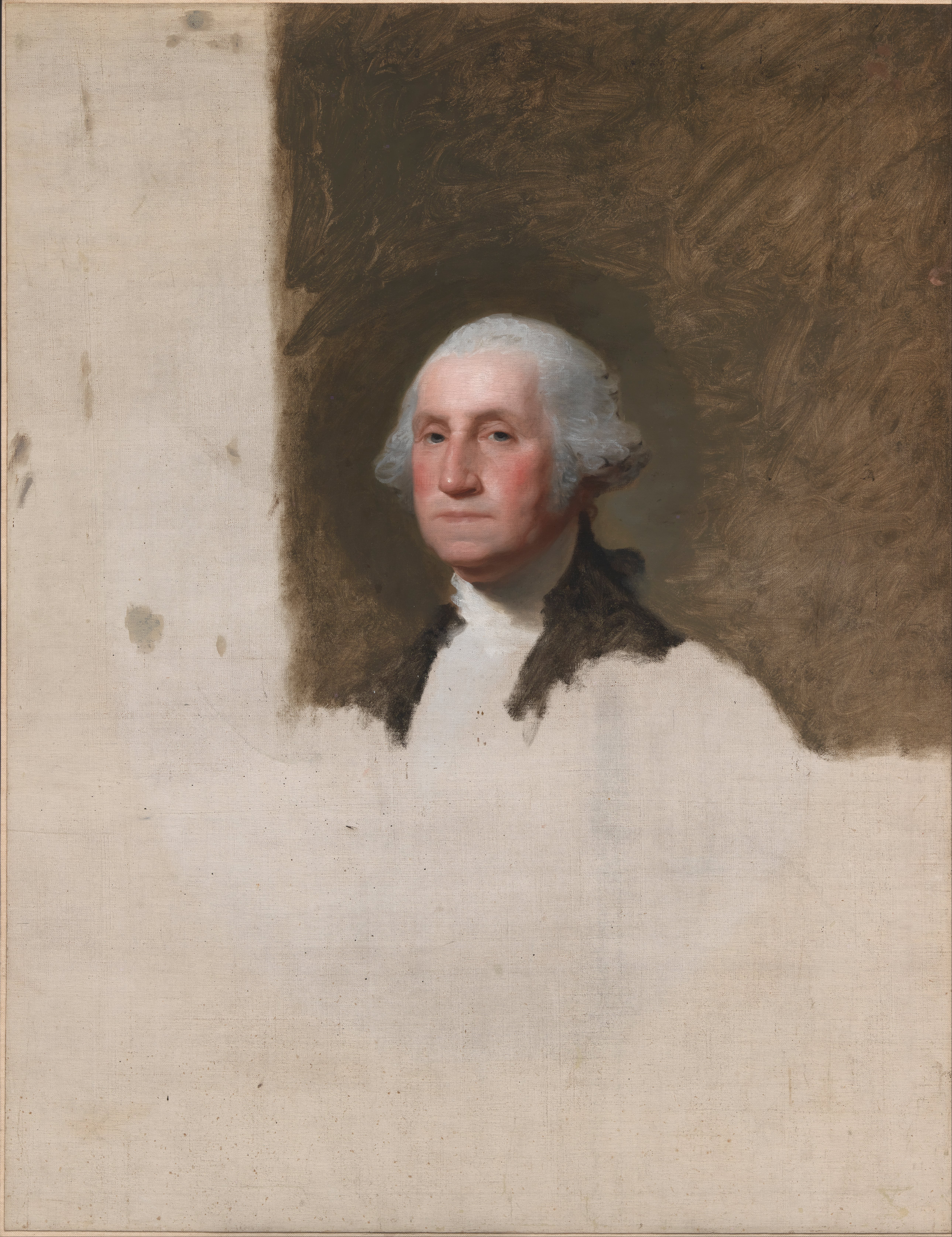
Gilbert Stuart, George Washington (The Athenaeum Portrait), huile sur toile, 1796, National Portrait Gallery.

George Washington a été le sujet de très nombreuses représentations artistiques, aux États-Unis comme en Europe, faisant de lui l'une des principales figures politiques dans l'art occidental.

## Sculpture

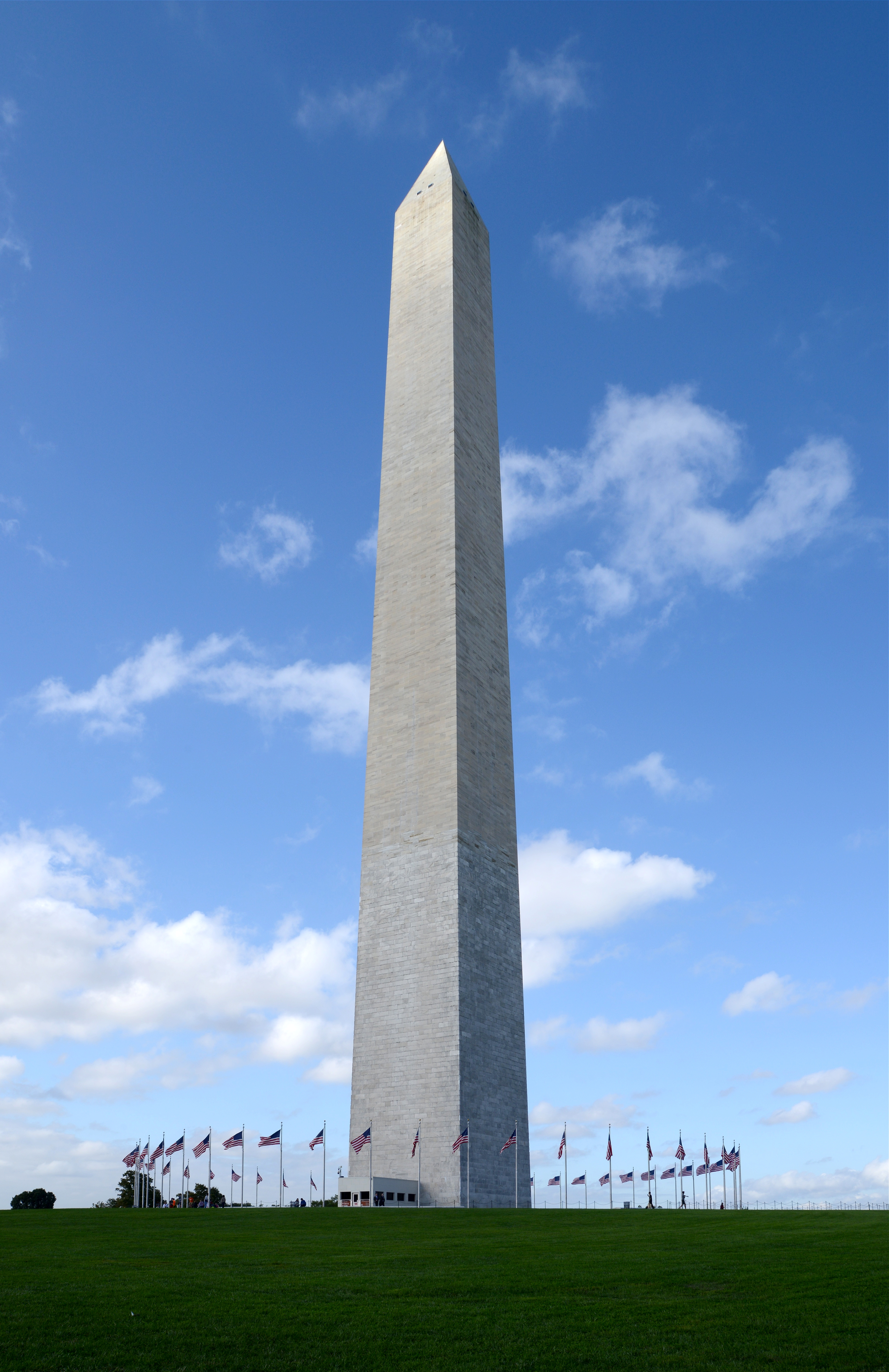
Le Washington Monument, photographié en octobre 2016.

Plusieurs statues et différents monuments ont été réalisés en l'honneur de George Washington, dont l'un des plus connus est le Washington Monument à Washington, D.C..
Dès 1786, le Français Jean-Antoine Houdon avait réalisé un buste de George Washington, d’après un masque et une terre cuite faits en 1785 à Mount Vernon. George Washington donna lieu à 36 répliques d'Hiram Powers. Giuseppe Ceracchi travailla un autre buste en marbre en 1795, conservé au Metropolitan Museum of Art.
En 1932 est inauguré le George Washington Masonic National Memorial à Alexandria (Virginie).
Dans la ville de New York, on compte pas moins de sept statues de Washington. L'une des statues les plus grandes et les plus célèbres est celle élevée dans le Federal Hall National Memorial à New York, où le personnage avait prononcé son premier discours présidentiel en 1789. L'œuvre en bronze, installée devant l'entrée, fait face à Wall Street.
À Chicago, à l'angle de North Wabash Avenue et d'East Wacker Drive, un groupe en bronze, intitulé Heald Square Monument, réalisé par Lorado Taft en 1941, représente George Washington, Robert Morris et Hyam Salomon.
À l’étranger, il existe de nombreuses statues de Washington, comme la Statue équestre de Washington, située sur le terre-plein central de la place d'Iéna à Paris.

## Peinture
Les plus célèbres portraits de George Washington sont l'œuvre du peintre américain Gilbert Stuart (1755-1828) : ce dernier en exécuta une centaine durant sa carrière. Toutes ces copies découlent de trois portraits effectués du vivant de George Washington : celui de 1795 (type Vaughan, exposé au Metropolitan Museum of Art) ; le portrait dit « de l'Athenaeum » (1796) ; enfin le portrait dit « de Lansdowne » (1796), conservé à la National Portrait Gallery à Washington. Le second portrait, Athenaeum Portrait, a été réalisé à Philadelphie et reste inachevé : le visage de Washington est tourné vers la gauche. Acquis par la bibliothèque de Boston après la mort du peintre, il inspira la figure du billet d’un dollar.

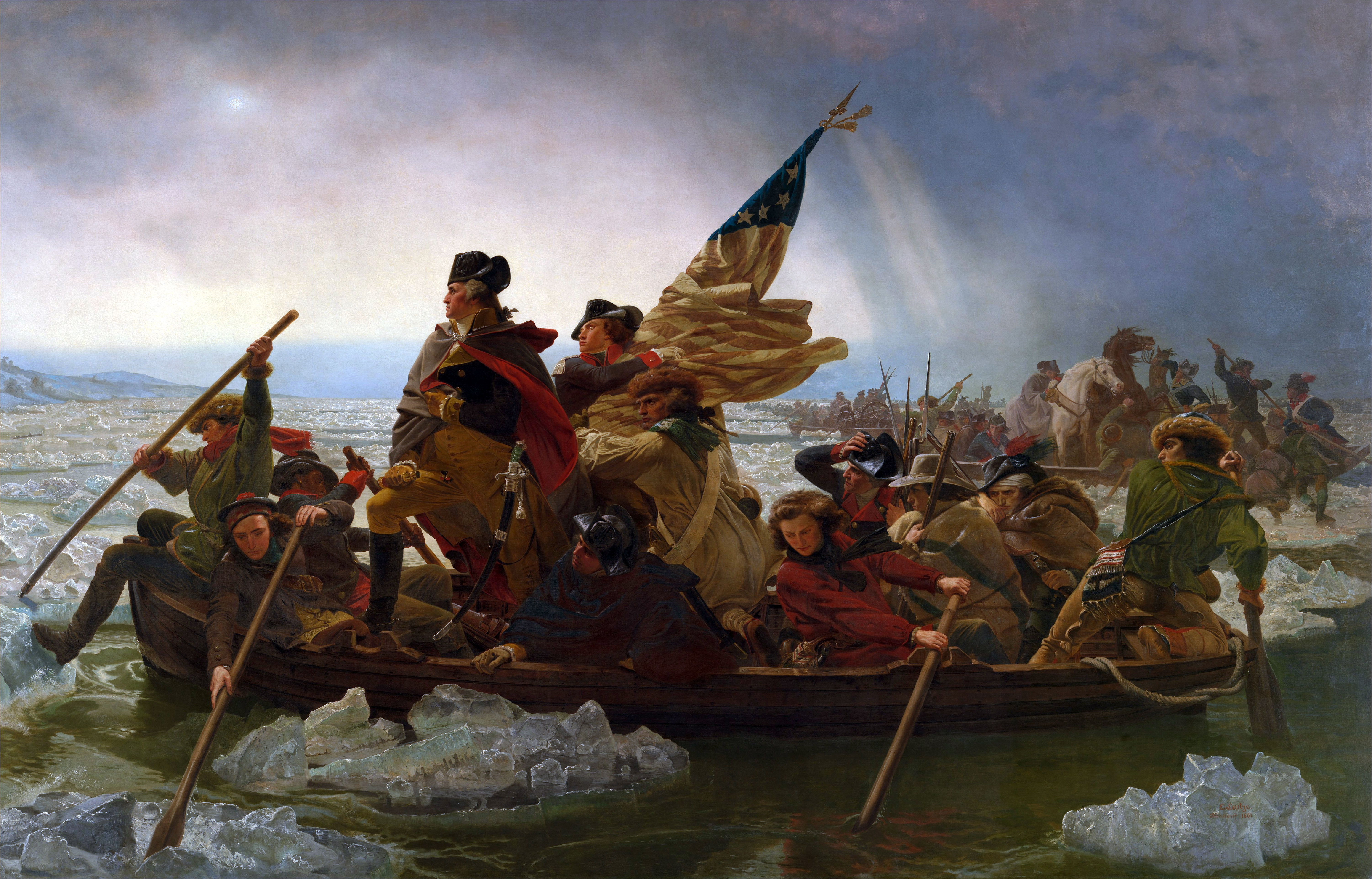
Emanuel Leutze, George Washington traversant le Delaware (1851, Metropolitan Museum of Art).

D'autres peintres représentent George Washington en commandant de l'armée continentale : Charles Peale Polk (1767-1822), par exemple. Emanuel Leutze (1816-1868) a choisi de peindre un épisode héroïque de la guerre d'indépendance, George Washington traversant le Delaware (1851, Metropolitan Museum of Art) (MET). Charles Willson Peale (1741-1827) montre George Washington à Princeton, Tompkins H. Matteson (1813-1884) à Valley Forge. Sur le tableau de John Trumbull (1756-1843), La reddition de Cornwallis à Yorktown (1797), Washington se trouve à droite à la tête d'un régiment. Rembrandt Peale (1778-1860) a réalisé quelque 75 répliques du Porthole Portrait entre 1823-1860 qui montrent Washington en costume militaire (voir l'illustration de l'infobox). Un portrait de George Washington a été peint par le peintre italien Giuseppe Perovani, en 1796.
George Washington a également été représenté en modèle de vertu, en héros ou en père fondateur des États-Unis : Frederick Kemmelmeyer (vers 1755-1821), The American Star (George Washington), (vers 1803, MET), Rembrandt Peale, George Washington (Patriae Pater) (1824) en sont quelques exemples. Constantino Brumidi (1805-1880) exécuta la fresque de la coupole du capitole fédéral par une Apothéose de Washington (1865).
Enfin, les peintres étrangers se sont également intéressés à George Washington : Jean-Baptiste Le Paon a peint un George Washington, président des États-Unis et général en chef dès 1779, d'après un tableau de Charles Willson Peale.

## Filmographie
Tout comme le président Abraham Lincoln, le premier président des États-Unis d'Amérique a connu un immense succès filmographique avec des représentations dans tous les genres. Les adaptations sur George Washington sont le plus souvent, à quelques exceptions près, traitées d'après son rôle historique et sa participation à la guerre d'indépendance américaine comme l'un des Pères fondateurs des États-Unis. Le plus ancien film connu à ce jour mettant en scène George Washington est The Spirit of '76, réalisé par Francis Boggs en 1908.
Cette filmographie sélective de George Washington concerne les représentations de ce dernier dans des productions cinématographiques et télévisuelles depuis le début du XXe siècle.

### Cinéma
Sauf indication contraire, les informations mentionnées dans cette section peuvent être confirmées par la base de données cinématographiques IMDb,  présente dans la section « Liens externes ».
- 1908 : The Spirit of '76 réalisé par Francis Boggs, Tom Santschi incarne George Washington[13].
- 1909 : Washington Under the British Flag réalisé par J. Stuart Blackton, Joseph Kilgour incarne George Washington.
- 1911 : How Mrs. Murray Saved the American Army réalisé par J. J. Searle Dawley, Charles Ogle incarne George Washington[14].
- 1913 : The Flag of Freedom réalisé par Edmund Lawrence, Logan Paulr incarne George Washington .
- 1914 : The Spy réalisé par Otis Turner, William Worthington incarne George Washington.
- 1916 : The Dawn of Freedom réalisé par Theodore Marston et Paul Scardon, Joseph Kilgour incarne George Washington.
- 1917 :
  - The Spirit of '76 réalisé par Frank Montgomery, Noah Beery incarne George Washington.
  - Betsy Ross réalisé par George Cowl, George MacQuarrie incarne George Washington.
- 1918 : The Beautiful Mrs. Reynolds réalisé par Arthur Ashley, George MacQuarrie incarne George Washington[15].
- 1923 : The Days of Daniel Boone réalisé par William James Craft, Duke R. Lee incarne George Washington.
- 1924 : 
  - Pour l'indépendance réalisé par D.W. Griffith, Arthur Dewey incarne George Washington.
  - Janice Meredith réalisé par E. Mason Hopper, Joseph Kilgour incarne George Washington.
  - Yorktown réalisé par Webster Campbell, George Nash incarne George Washington.
  - Alexander Hamilton réalisé par Kenneth S. Webb, George Nash incarne George Washington.
  - Gateway to the Wes réalisé par Webster Campbell, Arthur Vinton incarne George Washington.
- 1927 : 
  - Les Écumeurs du Sud réalisé par W. S. Van Dyke, Edward Hearn incarne George Washington.
  - The Flag: A Story Inspired by the Tradition of Betsy Ross réalisé par Arthur Maude, Francis X. Bushman incarne George Washington.
- 1931: Alexander Hamilton réalisé par John G. Adolfi, Alan Mowbray incarne George Washington.
- 1933: The Road Is Open Again réalisé par Alfred E. Green, Alan Dinehart incarne George Washington.
- 1934: Are We Civilized ? réalisé par Edwin Carewe, Aaron Edwards incarne George Washington.
- 1939 : Sons of Liberty réalisé par Michael Curtiz, Montagu Love incarne George Washington.
- 1945 : Une drôle d'histoire réalisé par Anna Boden et Ryan Fleck, Alan Mowbray incarne George Washington.
- 1951: La Hache de la vengeance réalisé par Lew Landers, James Seay incarne George Washington.
- 1962 : La Fayette réalisé par Jean Dréville, Howard St. John incarne George Washington.
- 1976 : Independence réalisé par John Huston, Patrick O'Neal incarne George Washington.
- 1979 : The Rebels réalisé par Russ Mayberry, Peter Graves incarne George Washington.
- 1984 : George Washington réalisé par Buzz Kulik, Barry Bostwick incarne George Washington.
- 1999: Washington : Man and Myth réalisé par William G. Wagner, Mark Muller et William Sommerfield incarnent George Washington à des âges différents[16].
- 2006 : We Fight to Be Free réalisé par Kees Van Oostrum, Sebastian Roché incarne George Washington.
- 2007 : Yorktown : Battle for Victory réalisé par Kevin R. Hershberger, John Koopman incarne George Washington[17].
- 2008: An American Carol réalisé par David Zucker, Jon Voight incarne George Washington.
- 2013 : Hail to the Chief réalisé par Ari Torbin, Jay Dunigan incarne George Washington[18].

### Téléfilms
Sauf indication contraire, les informations mentionnées dans cette section peuvent être confirmées par la base de données cinématographiques IMDb,  présente dans la section « Liens externes ».
- 1963 : The Patriots réalisé par George Schaefer, Howard St. John incarne George Washington.
- 1975 : Valley Forge réalisé par Fielder Cook, Richard Basehart incarne George Washington.
- 1979 : The Rebels réalisé par Russ Mayberry, Peter Graves incarne George Washington.
- 1984 : George Washington réalisé par Buzz Kulik, Barry Bostwick incarne George Washington.
- 1992 : 1775 réalisé par David Trainer, Adam West incarne George Washington.
- 2000 : The Crossing réalisé par Robert Harmon, Jeff Daniels incarne George Washington.
- 2006 : Mysteries of the freemasons réalisé par Tuggelin Yourgrau, Paul Possinger incarne George Washington.

### Séries télévisées
Sauf indication contraire, les informations mentionnées dans cette section peuvent être confirmées par la base de données cinématographiques IMDb,  présente dans la section « Liens externes ».
- 1986 : George Washington II: The Forging of a Nation réalisé par William A. Graham, Barry Bostwick incarne George Washington.
- 1989 : A More Perfect Union: America Becomes a Nation réalisé par Peter N. Johnson, Michael McGuire incarne George Washington.
- 2000 : Founding Fathers réalisateur inconnu, Brian Dennehy incarne George Washington.
- 2006 : The War That Made America réalisé par la chaine WQED, Larry Nehring incarne George Washington.
- 2008 : John Adams réalisé par Tom Hooper, David Morse incarne George Washington.
- 2014 : 
  - Outlander réalisé par Ronald D. Moore,Simon Harrison incarne George Washington.
  - Turn Washington Spies réalisé par Craig Silverstein, Ian Kahn George Washington. Ce dernier dirige secrètement un réseau clandestin d'espions pendant la Révolution Américaine.
  - Teen Titans Go! réalisé par Sam Register, Danny Jacobs et Khary Payton incarnent respectivement George Washington dans la saison 2 et 3.
- 2015 : 
  - Sons of Liberty réalisé par Stephen David et David C. White, Jason O'Mara incarne George Washington.
  - The Book of Negroes réalisé par Clement Virgo, Rick Roberts incarne George Washington.
- 2016 : Timeless réalisé par Eric Kripke et Shawn Ryan, Damian O'Hare incarne George Washington.
- 2017 : Legends of Tomorrow réalisé par Andrew Kreisberg, Greg Berlanti et Marc Guggenheim, Randall Batinkoff incarne George Washington.

### Documentaires
Sauf indication contraire, les informations mentionnées dans cette section peuvent être confirmées par la base de données cinématographiques IMDb,  présente dans la section « Liens externes ».
- 2003 : George Washington's First War : The Battles for Fort Duquesne réalisé par Robert Matzen, Bryan C. Cunning incarne George Washington.
- 2007 : American Experience – épisode Alexander Hamilton réalisé par Muffie Meyer, Richard Easton incarne George Washington.
- 2010 : La Fayette, un héros méconnu de Oren Jacoby avec Michael Cumpsty.
- 2016 : 
  - The First American réalisé par Kevin Knoblock, Robert Lyons incarne George Washington.
  - Revelation : Dawn of Global Government réalisé par Chuck Untersee, Mark Collins incarne George Washington.

## Jeux vidéo
- George Washington est l'un des dirigeants de la civilisation américaine dans le jeu Civilization IV et le jeu Civilization V.
- Il est l'un des pères fondateurs dans le jeu Colonization.
- Il tient le rôle d'un personnage secondaire du jeu d'aventure Day of the Tentacle.
- Il est présent dans Assassin's Creed III.
- Il est le narrateur de la campagne de jeu Empire: Total War qui retrace l'indépendance américaine et la guerre de sept ans.
- Dans Age of Empires III: The WarChiefs, on peut suivre les conquêtes américaines menées notamment par George Washington durant la guerre d'indépendance américaine ou dans certaines péripéties des guerres indiennes.
- Il est depuis le 2 juillet 2014 l'un des personnages du jeu Les Simpson : Springfield[19].
- Il apparaît également en tant que chef suprême de l'Ordre Doré aux États-Unis, dans le jeu épisodique The Council (2018).

## Théâtre
- Dans la comédie musicale américaine 1776, créée en 1969 et adaptée au cinéma en 1972, il n'apparaît pas sur scène mais ses lettres du front sont lues plusieurs fois au long du récit, qui suit les événements ayant mené à la signature de la Déclaration d'indépendance des Etats-Unis.
- George Washington est un des personnages principaux de la comédie musicale Hamilton, créée à Broadway en 2015 et racontant de manière romancée la vie et la carrière d'Alexander Hamilton. Washington y est présenté comme le mentor du héros.